# 福音主義合同教会
福音主義合同教会（ふくいんしゅぎごうどうきょうかい、ドイツ語: Union Evangelischer Kirchen UEK）は、13の福音主義州教会による連合体であり、かつてドイツ福音主義教会を構成していた福音合同教会(EKU)の後継組織である。福音主義合同教会(Union Evangelischer Kirchen UEK)はルター派と改革派による合同教会である。

## 加盟教会
- アンハルト福音主義州教会
- バーデン福音主義州教会
- ベルリン＝ブランデンブルク＝シュレージシェ・オーバーラウジッツ福音主義教会、2004年1月に、ベルリン＝ブランデンブルク福音主義教会とシュレージシェ・オーバーラウジッツ福音主義教会が合同して成立。
- ブレーメン福音主義教会
- ヘッセン＝ナッサウ福音主義教会
- クーアヘッセン＝ヴァルデック福音主義教会
- リッペ州教会（改革派教会が多数派。しかし、ルター派教会も少数ながら属しているので、合同派と言うことも出来る）
- 中部ドイツ福音主義教会、2009年1月1日、キルヘンプロヴィンツ＝ザクセン福音教会とテューリンゲン福音ルター派教会が合同して成立。この州教会はドイツ合同福音ルター派教会にも加盟している。
- プファルツ福音主義教会
- ポンメルン福音主義教会
- 福音主義改革派教会（バイエルン州および北西ドイツ福音改革派教会会議。各地に散在している改革派教会を統括している。ルター派は皆無）
- ラインラント福音主義教会
- ヴェストファーレン福音主義教会

福音主義合同教会(Union Evangelischer Kirchen UEK)には、ドイツ福音主義教会(EKD)に加盟している合同派、改革派の州教会が属している。ただ、一部の州教会がドイツ合同福音ルター派教会にも加盟、もしくは将来の加盟を予定しており、ルター派が優勢な組織状況である。
客員教会を有するのは以下の州教会である。
- オルデンブルク福音ルター派教会
- ヴュルテンベルク福音主義州教会（ルター派）
- 北ドイツ福音ルター派教会
- 改革派教会連盟

## 歴史
福音主義合同教会(Union Evangelischer Kirchen UEK)は2003年6月1日に設立された。この教会は以前あった福音合同教会(EKU)とアーノルズハイン会議を引き継いでいる。福音合同教会(EKU)はかつてのプロイセン王国の領邦教会（古プロイセン合同福音主義教会）から成り立っていた。アーノルズハイン会議には多くの合同派と改革派州教会が加盟していた。
福音主義合同教会(Union Evangelischer Kirchen UEK)教憲第1条1項に、福音主義合同教会は公法上の社団であると記されている。福音合同教会(EKU)が有していた公法上の社団としての地位は継続している。福音主義合同教会(EKU)の事務局は設立時にはベルリンに置かれていたが、現在事務部門はハノーファーにあるドイツ福音主義教会(EKD)事務局に統合された。

## 最高機関
福音主義合同教会(Union Evangelischer Kirchen UEK)の最高機関は教会総会(Vollkonferenz)である。総会は13の加盟州教会から選ばれた44人の代議員で構成されている。教会総会は言わば連盟の議会である。6年の任期で加盟教会から代議員が選ばれる。教会総会で、代議員たちは13の加盟教会から一人ずつ常議員会員を選出する。加えて、神学委員会と法務委員会、事務局のトップは常議員会に入る。全部で17人である。
議長をトップに置く常議員会は、教会総会(Vollkonferenz)での議事運営も担う。2003年10月18日エルフルトにおいて、福音合同教会(Union Evangelischer Kirchen UEK)議長としてバーデン福音州教会監督のウルリッヒ・フィッシャー博士を選出した。

## 課題
福音主義合同教会(Union Evangelischer Kirchen UEK)に課せられている事項を、基本規定は定めている（第3条、1項）。
1. 教会合同に関する問いかけ、共同の告白に関する重要な神学的対話と作業を提起、促進すること。
2. 礼拝、礼拝学、牧師任職式、共同体の理解に関する問題、聖餐式、並びに教会活動での課題を検討すること、さらに具体化した提案を育てること。
3. ドイツ福音主義教会(EKD)内における連帯、共同の働き、ロイエンベルクにおける教会協同と世界規模の教会一致運動を支援すること。
4. 目的に適った諸規定を提起し、教会法を作成し、運用に注力する。最大限、同様な形態で加盟州教会においても運用されるようにする。
5. 神学的（非神学的な傾向も含む）な教会の協同者たちの養成と研修を企画、実施すること。
6. 教会一致に関する会議を開催すること。共同体における協力関係を仲介すること。教会一致の働きを調整すること。
7. 定期的な訪問によって、共同体内において連帯を促すこと。

複数の課題に関して、共通した規定が示されている。基本規定第6条、4項によると以下に規定されている。
1. 礼拝要覧、即ち礼拝の式次第に関する基本的決定は、全加盟教会に適用される。
2. 全加盟教会に向けられた教育、雇用、礼拝規則に関する統一された諸規定が目標になる。
福音主義合同教会(Union Evangelischer Kirchen UEK)は、牧師職の諸規則を可決した。
加盟州教会において、それは施行規則細目によって具体化される。
3. 苦情、異議申し立て手続きが共通規則に入っている。
4. 合同教会という形で、教会の審判管轄権が取り決められる。

複数の規則において、加盟州教会の諸伝統に即した配慮がなされている。州教会の実情に合うように、福音合同教会に共通する課題が違った表現で示される。